# Lilla Skeppundstjärnen
Lilla Skeppundstjärnen är en sjö i Hagfors kommun i Värmland och ingår i Göta älvs huvudavrinningsområde. Sjön har en area på 0,213 kvadratkilometer och ligger 186,2 meter över havet.

## Delavrinningsområde
Lilla Skeppundstjärnen ingår i det delavrinningsområde (666880-138516) som SMHI kallar för Utloppet av Ämten. Medelhöjden är 206 meter över havet och ytan är 26,15 kvadratkilometer. Räknas de 82 avrinningsområdena uppströms in blir den ackumulerade arean 1 131,31 kvadratkilometer. Årosälven (Uvan) som avvattnar avrinningsområdet har biflödesordning 2, vilket innebär att vattnet flödar genom totalt 2 vattendrag innan det når havet efter 357 kilometer. Avrinningsområdet består mestadels av skog (55 procent) och sankmarker (24 procent). Avrinningsområdet har 2,6 kvadratkilometer vattenytor vilket ger det en sjöprocent på 9,9 procent.